# Conservateurs gallois
Les Conservateurs gallois (« Welsh Conservatives » en anglais et « Ceidwadwyr Cymreig » en gallois), parfois appelés le Parti conservateur gallois (« Welsh Conservative Party » en anglais et « Plaid Ceidwadwyr Cymreig » en gallois), sont la branche régionale du Parti conservateur, formation politique britannique, œuvrant au pays de Galles depuis 1921. Classé au centre droit de l’échiquier politique, il prône l’unionisme vis-à-vis du Royaume-Uni et défend un dévolutionnisme modéré.
Troisième force à l’Assemblée galloise en 1999 derrière les travaillistes et Plaid Cymru, les conservateurs constituent depuis 2021 le deuxième mouvement politique du pays de Galles. Représenté par 16 membres du Senedd au Parlement gallois et par 14 membres du Parlement à la Chambre des communes, il est dirigé par Andrew R. T. Davies, chef de l’opposition, à la suite de la démission de Paul Davies en 2021.

## Histoire
Le parti est fondé en 1921 sous le nom de Conseil conservateur et unioniste du pays de Galles et du Monmouthshire (Wales and Monmouthshire Conservative and Unionist Council en anglais).

## Direction

### Chefs

#### Histoire de la fonction
La fonction de chef du groupe du Parti conservateur gallois est formellement érigée à l’ouverture de la Ire Assemblée galloise, le 12 mai 1999. Cependant, une course à la direction du mouvement avait préalablement eu lieu le 10 novembre 1998.

#### Liste des chefs du groupe du Parti conservateur gallois
| Chef          | Période du mandat                                                 | Qualité |
| ------------- | ----------------------------------------------------------------- | --- |
| Rod Richards  | 10 novembre 1998 — 18 août 1999 (10 mois et 8 jours)              | Membre de l’Assemblée (1999-2003), élu dans la région électorale de North Wales |
| Nick Bourne   | 18 août 1999 — 7 mai 2011 (11 ans, 8 mois et 19 jours)            | Chef de l’opposition (2007-2011) Membre de l’Assemblée (1999-2011), élu dans la région électorale de Mid and West Wales                                                                      |
| Paul Davies   | 7 mai — 14 juillet 2011 (2 mois et 7 jours)                       | Chef de l’opposition (2011) Membre de l’Assemblée, élu dans la circonscription de Preseli Pembrokeshire (2007-2020)                                                                          |
| Andrew Davies | 14 juillet 2011 — 27 juin 2018 (6 ans, 11 mois et 13 jours)       | Chef de l’opposition (de 2011 à 2016 et de 2017 à 2018) Membre de l’Assemblée (2007-2020), élu dans la région électorale de South Wales Central                                              |
| Paul Davies   | 27 juin 2018 — 23 janvier 2021 (2 ans, 6 mois et 27 jours)        | Chef de l’opposition (de 2018 à 2020, par intermittence en 2020, et de 2020 à 2021) Membre de l’Assemblée puis du Senedd, élu dans la circonscription de Preseli Pembrokeshire (depuis 2007) |
| Andrew Davies | En fonction depuis le 24 janvier 2021 (4 ans, 1 mois et 18 jours) | Chef de l’opposition (depuis 2021) Membre de l’Assemblée puis du Senedd (depuis 2007), élu dans la région électorale de South Wales Central                                                  |

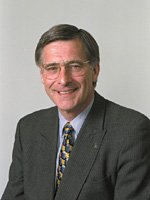
Rod Richards (de 1998 à 1999
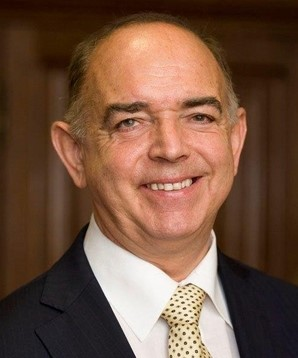
Nick Bourne (de 1999 à 2011)
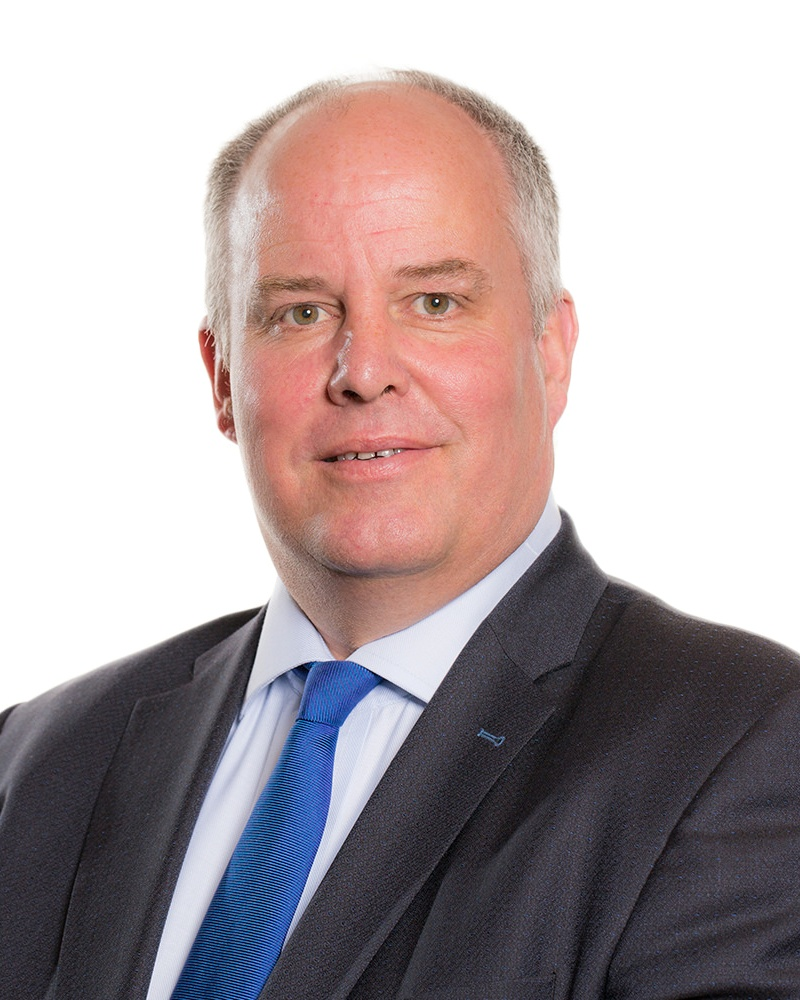
Andrew Davies (de 2011 à 2018 et depuis 2021)
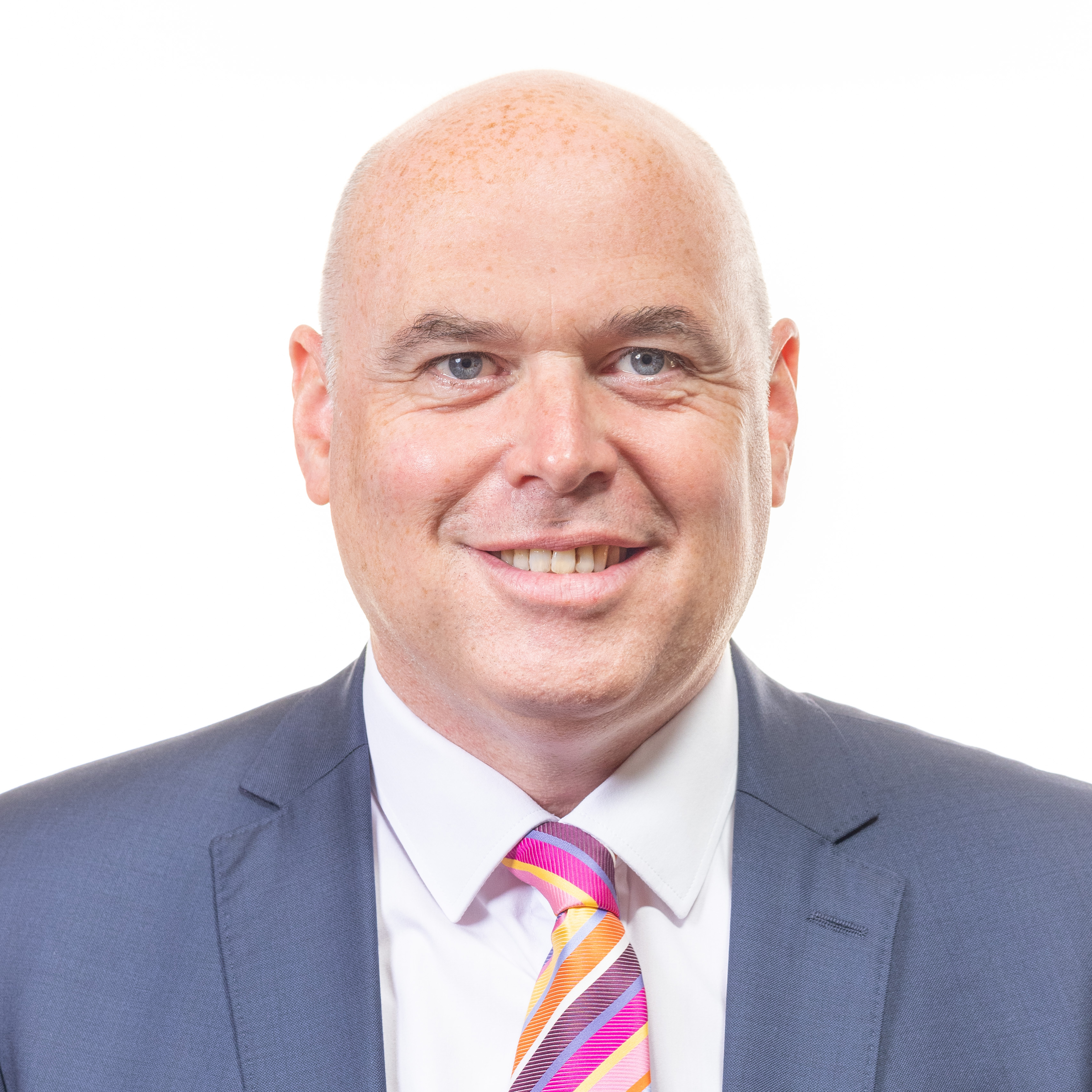
Paul Davies (de 2018 à 2021 et de façon intérimaire en 2011 et 2018)

### Vice-chef

#### Histoire de la fonction
La fonction de vice-chef du groupe du Parti conservateur gallois est érigée le 19 juillet 2011 par Andrew R. T. Davies au moment de la constitution de son équipe fantôme. Elle disparaît lorsque ce dernier renonce à la direction du groupe parlementaire le 27 juin 2018,.

#### Liste des vice-chefs du groupe du Parti conservateur gallois
| Vice-chef   | Période du mandat                                          | Chef          | Qualité |
| ----------- | ---------------------------------------------------------- | ------------- | --- |
| Paul Davies | 19 juillet 2011 — 27 juin 2018 (6 ans, 11 mois et 8 jours) | Andrew Davies | Membre de l’Assemblée (2007-2020), élu dans la circonscription de Preseli Pembrokeshire Ministre fantôme des Finances (2011-2016) Porte-parole et ministre fantôme des Affaires rurales (2016-2018) Whip en chef (2016-2018) |

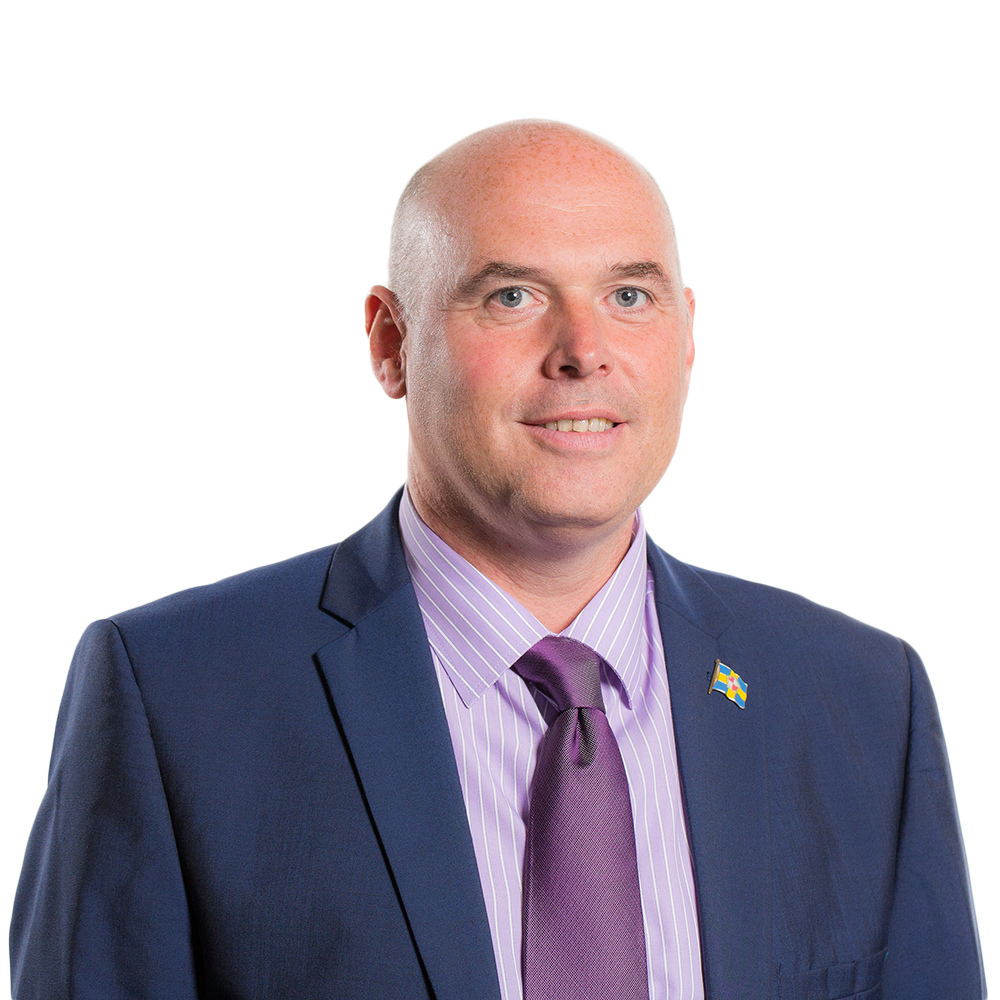
Paul Davies (2011-2018)

### Président
Le président du Parti conservateur gallois est à la tête de l’administration du parti au pays de Galles.
- Catrin Edwards (jusqu’en 2012)[α]
- Jeff James (2012-2014)[α],[β]
- Jonathan Evans (2014-2017)[β]
- Byron Davies, baron Davies of Gower[h] (2017-2020)[13]
- Glyn Davies (depuis 2020)[14]

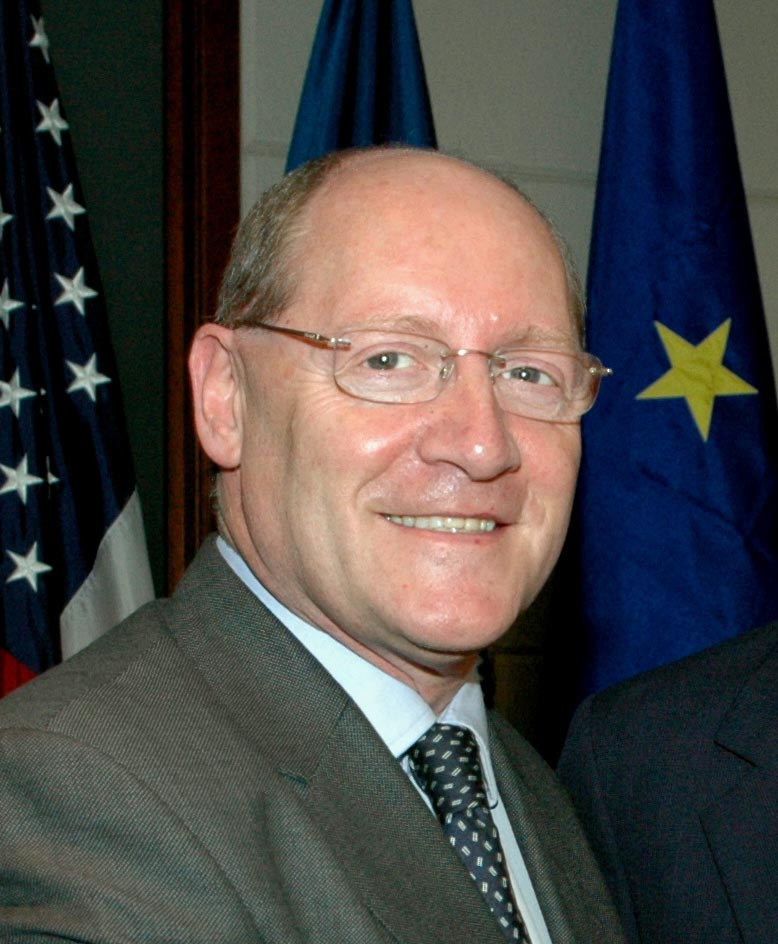
Jonathan Evans (de 2014 à 2017)
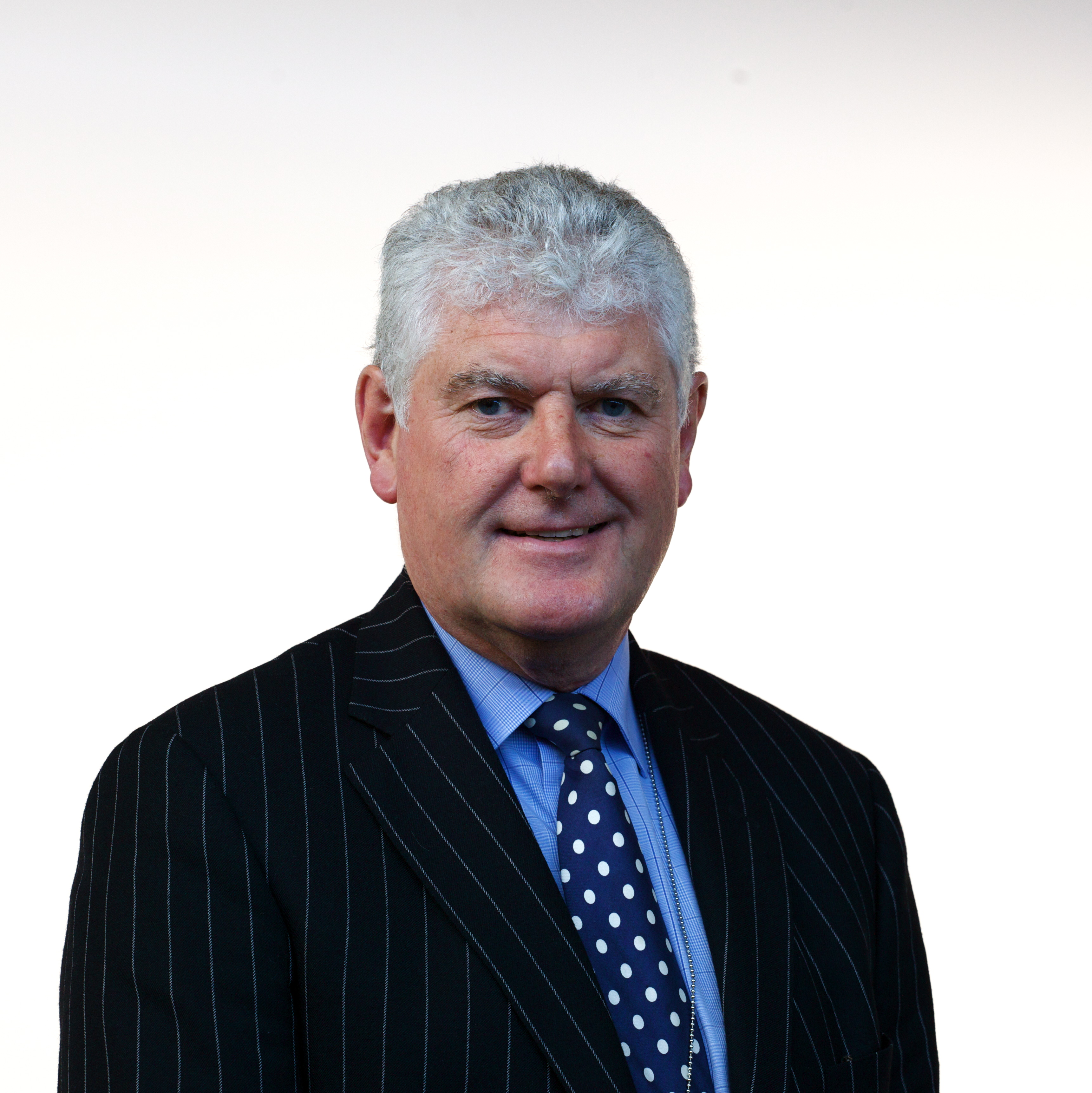
Byron Davies, baron Davies of Gower (de 2017 à 2020)
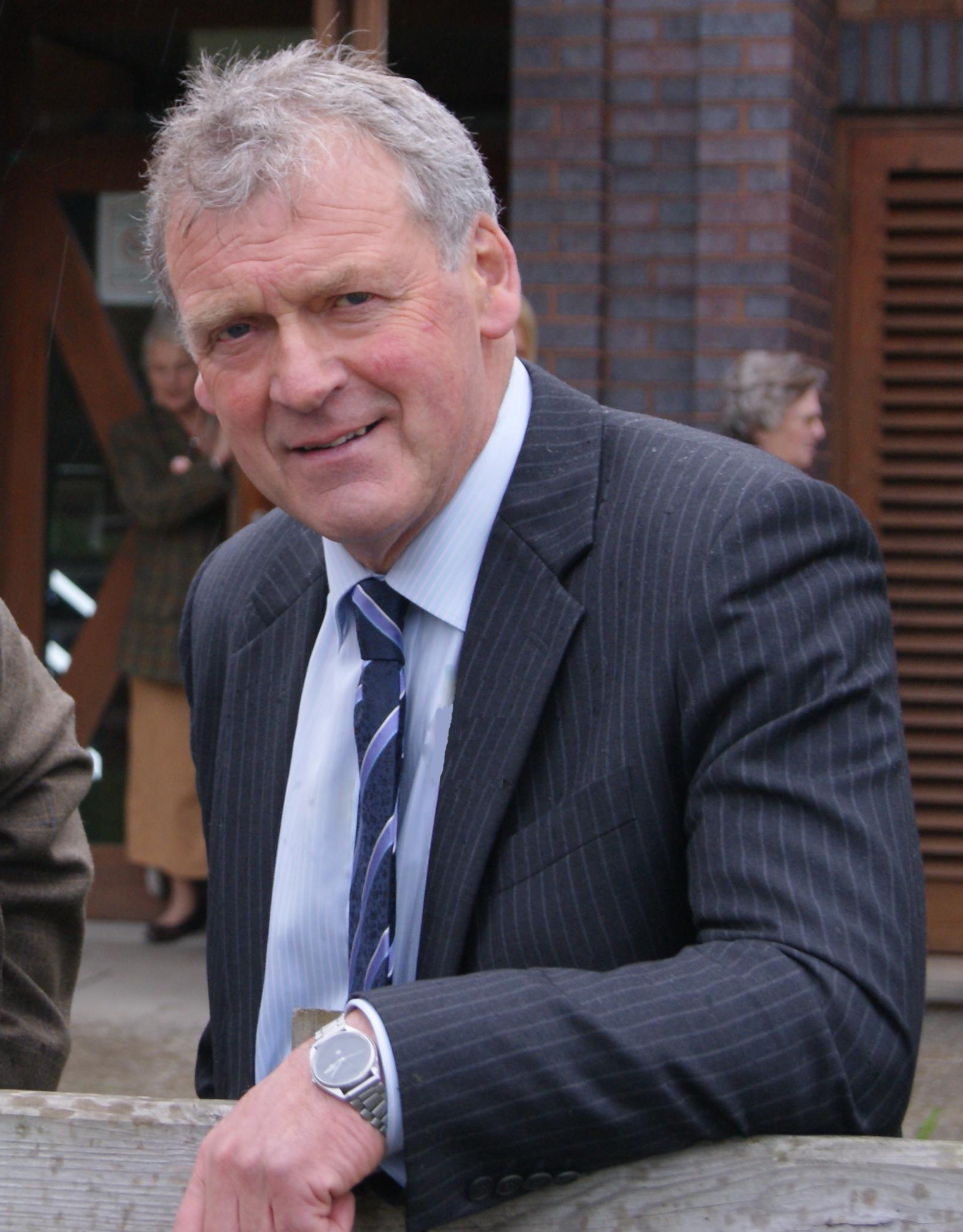
Glyn Davies (depuis 2020)

## Identité visuelle
Le 15 septembre 2006, un communiqué commun signé par Lyndon Jones, président des Conservateurs gallois, Cheryl Gillan, secrétaire fantôme pour le Pays de Galles et Nick Bourne, chef du groupe conservateur à l’Assemblée, présente la nouvelle identité visuelle du parti.
Une adaptation de l’identité visuelle comportant le drapeau du pays de Galles, avec le dragon rouge, est utilisée depuis 2016.

Logotype (avant 2006).
Logotype (2006-2016).
Logotype (depuis 2016).